# Cheongdam (metropolitana di Seul)
Cheongdam (청담역 - 淸潭驛, Cheongdam-yeok ) è una stazione della metropolitana di Seul servita dalla linea 7 della metropolitana di Seul. Si trova nel quartiere di Gangnam-gu, a sud-est rispetto al centro della città.

## Linee
Seoul Metro
● Linea 7 (Codice: 729)

## Struttura
La stazione è realizzata sottoterra, e possiede due banchine a isola con tre binari con porte di banchina a piena altezza. Particolarità della stazione è la presenza del terzo binario centrale, accessibile da entrambe le banchine, dove il martedì, mercoledì e giovedì di ogni settimana, dalle 15 alle 20, staziona il convoglio mercato della felicità 5678, al cui interno si tiene un vero e proprio mercato, con prodotti provenienti dalla campagna di diverse aree della Corea del Sud.
| Direzione Jangam            | ● Linea 7 | per Geondae-ipgu, Sangbong, Nowon e Jangam              |
| Direzione Bupyeong-gucheong | ● Linea 7 | per Express Bus Terminal, Isu, Onsu e Bupyeong-gucheong |

## Stazioni adiacenti
| «                | Servizio | »                |
| Linea 7          | Linea 7  | Linea 7          |
| ---------------- | -------- | ---------------- |
| Ttukseom yuwonji | -        | Gangnam-gucheong |